# モバイル21
- コナミ（現コナミホールディングス > コナミデジタルエンタテインメント） > モバイル21
- 任天堂 > モバイル21

モバイル21株式会社（モバイルニジュウイチ、Mobile 21 Co., Ltd.）は、かつて存在した日本のゲームソフト開発会社である。

## 概要
任天堂が、自社の携帯ゲーム機・ゲームボーイシリーズを携帯電話に接続するためのシステムであるモバイルシステムGBを開発。その機能を活用したゲームソフトを開発するため、コナミ（後のコナミホールディングス）と業務提携することを決定。両社は折半出資により合弁会社を設立することとなり、1999年10月に設立。本社は東京・浅草橋の任天堂東京サービスセンター内に設置された。
開発されたゲームソフトは主にコナミブランド（現・コナミデジタルエンタテインメント）で発売されたが、その中にはモバイルシステムGBを使用しないタイトルも含まれていた。また、当初はゲームボーイシリーズだけでなく、ドルフィン（後のニンテンドー ゲームキューブ）ソフト開発や、将来の株式上場なども計画されていた。
モバイルシステムGBがその不振により2002年にサービスを終了したのとともに、モバイル21も清算された。同社が開発したソフトの諸権利は発売元に承継された。

## 主な作品
- グラディウスジェネレーション（コナミ）
- 耽美夢想マイネリーベ（コナミ）
- コロコロパズル ハッピィパネッチュ!（任天堂）